# Luc d'Achery
Luc d'Achery (Saint-Quentin, Picardia, França, 1609 - Saint-Germain-des-Prés, París, 1685) fou un historiador, bibliotecari, estudiós de la patrística, i religiós benedictí francès.
Benedictí de la Congregació de Sant Maur, professà a l'Abadia de la Trinitat de Vendôme el 1632, després d'haver passat un breu període al Monestir benedictí de Saint-Quentin. Especialista en l'estudi i la publicació de manuscrits medievals, fou bibliotecari de l'Abadia de Saint-Germain-des-Prés, on va romandre fins a la seva mort. També fou mestre de Jean Mabillon. Investigà molts arxius de monestirs i publicà l'Spicilegium sive Collectio veterum aliquot Scriptorum, en 13 volums entre els anys 1655 i 1677, ple de texts i documents inèdits, alguns dels quals referents a la història catalana. Luc d'Achery va ser un dels principals impulsors dels estudis erudits dins la Congregació de Sant Maur.